# Aurolzmünster
Aurolzmünster là một đô thị thuộc huyện Ried im Innkreis thuộc bang Oberösterreich, Áo. Đô thị Aurolzmünster có diện tích 16 km², dân số thời điểm năm 2006 là 2952 người.